# Irven Ávila
Pour les articles homonymes, voir Ávila (homonymie).
Irven Beybe Ávila Acero est un footballeur international péruvien, né le 2 juillet 1990 à Huánuco, au Pérou.

## Biographie

### En club
Buteur prolifique, Irven Ávila se fait remarquer au Sport Huancayo en 2011 lorsqu'il est élu meilleur joueur du championnat. Il est transféré au Sporting Cristal l'année suivante et enchaîne les buts (78 buts toutes compétitions confondues entre 2013 et 2016). Il y est sacré champion du Pérou en 2012 et 2014.
Parti en août 2016 en Équateur, à la LDU Quito, il ne s'impose pas (un seul but marqué en 13 rencontres) et revient au Sporting Cristal où il connaît une nouvelle consécration individuelle, puisqu'il est sacré meilleur buteur du championnat 2017 avec 22 buts.
En décembre 2017, le club mexicain des Lobos BUAP annonce son arrivée pour l'année 2018, bien qu'il termine la saison au Monarcas Morelia. 
En 2019, il revient au Pérou afin de jouer pour le FBC Melgar, puis deux ans plus tard on le retrouve pour la troisième fois au sein du Sporting Cristal. Le 19 juin 2021, il marque son 100e but (toutes compétitions confondues) sous le maillot de ce dernier club.

### En équipe nationale
International péruvien à 13 reprises, Irven Ávila commence sa carrière internationale le 5 mai 2009 contre l'Uruguay dans le cadre des qualifications à la Coupe du monde 2010 (victoire 1-0). Il dispute quatre autres matchs de qualification (deux en éliminatoires 2014 puis deux en 2018).

## Palmarès
Sporting Cristal
- Championnat du Pérou (3) :
  - Champion : 2012, 2014 et 2016.
  - Meilleur buteur : 2017 (22 buts).
- Copa Bicentenario (1) :
  - Vainqueur : 2021.

## Statistiques
Stastiques en club et sélection mises à jour le 30 octobre 2023.

### En club
| Saison          | Club                      | Championnat national | Championnat national | Championnat national | Coupes nationales | Coupes nationales | Coupes internationales | Coupes internationales | Total  | Total |
| Saison          | Club                      | Division             | Matchs               | Buts                 | Matchs            | Buts              | Matchs                 | Buts                   | Matchs | Buts  |
| --------------- | ------------------------- | -------------------- | -------------------- | -------------------- | ----------------- | ----------------- | ---------------------- | ---------------------- | ------ | ----- |
| 2008            | Universitario de Deportes | 1                    | 7                    | 0                    | 0                 | 0                 | 0                      | 0                      | 7      | 0     |
| 2009            | Sport Huancayo            | 1                    | 43                   | 13                   | 0                 | 0                 | 0                      | 0                      | 43     | 13    |
| 2010            | Sport Huancayo            | 1                    | 42                   | 16                   | 0                 | 0                 | 2                      | 0                      | 44     | 16    |
| 2011            | Sport Huancayo            | 1                    | 29                   | 14                   | 2                 | 3                 | 0                      | 0                      | 31     | 17    |
| 2012            | Sporting Cristal          | 1                    | 38                   | 15                   | 2                 | 0                 | 0                      | 0                      | 40     | 15    |
| 2013            | Sporting Cristal          | 1                    | 38                   | 18                   | 0                 | 0                 | 6                      | 4                      | 44     | 22    |
| 2014            | Sporting Cristal          | 1                    | 30                   | 13                   | 12                | 7                 | 2                      | 2                      | 44     | 22    |
| 2015            | Sporting Cristal          | 1                    | 32                   | 11                   | 10                | 1                 | 6                      | 0                      | 48     | 12    |
| 2016            | Sporting Cristal          | 1                    | 19                   | 5                    | 0                 | 0                 | 6                      | 1                      | 25     | 6     |
| 2016            | LDU Quito                 | 1                    | 13                   | 1                    | 0                 | 0                 | 0                      | 0                      | 13     | 1     |
| 2017            | Sporting Cristal          | 1                    | 40                   | 22                   | 0                 | 0                 | 5                      | 0                      | 45     | 22    |
| 2018-C          | Lobos BUAP                | 1                    | 16                   | 1                    | 1                 | 1                 | 0                      | 0                      | 17     | 2     |
| 2018-O / 2019-C | Monarcas Morelia          | 1                    | 18                   | 2                    | 6                 | 1                 | 0                      | 0                      | 24     | 3     |
| 2019            | FBC Melgar                | 1                    | 13                   | 2                    | 0                 | 0                 | 0                      | 0                      | 13     | 2     |
| 2020            | FBC Melgar                | 1                    | 24                   | 5                    | 0                 | 0                 | 4                      | 0                      | 28     | 5     |
| 2021            | Sporting Cristal          | 1                    | 27                   | 8                    | 4                 | 2                 | 8                      | 0                      | 39     | 10    |
| 2022            | Sporting Cristal          | 1                    | 38                   | 10                   | 0                 | 0                 | 6                      | 0                      | 44     | 10    |
| 2023            | Sporting Cristal          | 1                    | 25                   | 2                    | 0                 | 0                 | 10                     | 3                      | 35     | 5     |
| Total carrière  | Total carrière            | Total carrière       | 492                  | 158                  | 37                | 15                | 55                     | 10                     | 584    | 183   |

### En sélection
| Année | Nation | Sélections | Buts |
| ----- | ------ | ---------- | ---- |
| 2009  | Pérou  | 2          | 0    |
| 2011  | Pérou  | 2          | 0    |
| 2012  | Pérou  | 3          | 0    |
| 2013  | Pérou  | 2          | 0    |
| 2014  | Pérou  | 1          | 0    |
| 2015  | Pérou  | 1          | 0    |
| 2016  | Pérou  | 2          | 0    |
| Total | Total  | 13         | 0    |